# GP Fred Mengoni
De GP Fred Mengoni was een eendagskoers die jaarlijks in de Italiaanse gemeente Castelfidardo werd verreden. De wielerkoers werd in 2002 opgericht en maakte in 2005 en 2006 deel uit van de UCI Europe Tour met een classificatie van 1.1. De koers was onderdeel van een combinatieklassement, de Due Giorni Marchigiana, samen met een andere koers in de regio: de Trofeo Città di Castelfidardo.
De eerste editie werd gewonnen door de bekende Italiaanse renner Danilo Di Luca. In 2008 werd de laatste editie verreden die werd gewonnen door Adriano Malori. In de zes jaar dat de koers heeft bestaan is hij enkel door Italianen gewonnen.